# Tom Walkinshaw
Thomas Dobbie Thomson Walkinshaw ((Penicuik, 1946. augusztus 14. – Midlothian, 2010. december 12.)) skót autóversenyző, a Tom Walkinshaw Racing (TWR) alapítója, a Gloucester Rugby rögbicsapat volt tulajdonosa és a sportág tulajdonosait összefogó Aviva Premiership volt elnöke.

## Versenyzői karrierje
Mauldslie-ban született, a skóciai Midlothianben. 1968-ban kezdett el versenyezni, először egy MG Midgettel, majd egy Lotus Formula Ford autóval. A következő évben egy Hawke volánjánál megnyerte a skót FF1600 bajnokságot. 1970-ben a brit Formula–3-ban a Lotus versenyzője volt, majd átigazolt a March csapatához, ahol egy versenybalesetben eltörte a bokáját. Ennek ellenére is folytatta karrierjét más géposztályokban, mint a Formula 5000 vagy a Formula–2.
A Ford leigazolta őt, hogy vezessen egy Caprit a brit túraautó-bajnokságban 1974-ben, amit meg is nyert. 1976-ban megalapította a Tom Walkinshaw Racing-et (TWR), és a saját csapata színeiben versenyzett tovább. Ebben az évben John Fitzpatrick partnereként egy BMW 3.5 CSL-t vezetett, ahol jó eredményeket értek el, köztük egy drámai, mindössze másfél másodpercen múló győzelmet a silverstone-i 6 óráson. 1984-ben megnyerte a túraautó-Európa-bajnokságot egy 5,3 literes V12-es Jaguar XJS-sel.
1984 szeptemberében ő és az ausztrál John Goss egy ausztrál Group C specifikációjú XJS-t vezettek a Bathurst 1000-ben. Habár tizedik helyre kvalifikálták magukat, a rajtnál az autó váltóhiba miatt beragadt, és hátulról beleszállt egy Chevrolet Camaro, nagy balesetet, és a sportág történetében az első piros zászlós megszakítás utáni újrarajtot eredményezve ezzel.
1985-ben a Jaguar kivonult a Group A versenyzésből, ezért a TWR a továbbiakban a brit túraautós versenygépükkel indult, egy Rover Vitesse-szel. A 14 versenyből hatot megnyertek, a szezont mégis csak a harmadik helyen zárták. Miután elindult az ausztrál Group A bajnokság is, Walkinshaw elhatározta, hogy visszatér a Bathurstbe, mégpedig az európai túraautós Jaguarjaival. Az időmérő edzésen pole pozíciót ért el, és a futam javát is vezette, de végül csak harmadik lett. A másik két autó közül az egyik már három kör után megállt motorhiba miatt, a másikat vezető John Goss és társa pedig a győzelemért küzdöttek úgy, hogy az ülésük eltörött és kábelkötegelővel kellett rögzíteni több mint száz körön át.
1986-ban újra a Roverekkel indult az európai túraautó-bajnokságban, ahol ismét csak harmadik lett. Csapattársa, Win Percy majdnem világbajnok is lett, azonban a sok óvás miatt megváltozott a bajnokság végeredménye. Ebben az évben is szeretett volna indulni Bathurstben, de a Jaguar Rover Australia, az előző évi szponzoruk, ebben az évben elzárkózótt a támogatástól. Arra viszont volt lehetősége, hogy az új-zélandi Strathmore Group pénzén előbb Japánban a Fuji InterTec 500-on, majd Új-Zélandon a Wellington 500-on részt vegyen. Japánban pole pozíciót szerzett és kényelmesen vezette is a versenyt, amíg ki nem esett a 6. körben, olajnyomás-problémák miatt.
1987-ben hivatalos partnerségi kapcsolatra lépett az ausztrál Holdennel, és közösen nevezett velük az első túraautó-világbajnokságra. ahol egy Holden VL Commodore SS Group A-t vezetett volna. Sajnos az első, Monzában tartott futam előtt visszaléptek, így tiltakozva a Bernie Ecclestone által bevezetett 60 ezer dolláros nevezési díj ellen. Ugyan a Nürburgringen elindultak, de hamar kiderült, hogy autóik versenyképtelenek a Ford Sierra RS-ek és BMW M3-ak ellen, majd ki is estek fékhiba miatt. 1988-ban a TWR egy Holden VL Commodore SS Group A SV-vel és Jeff Allam-mel nevezett a silverstone-i RAC Tourist Trophy-ra. Több problémájuk is volt az autóval, a kilencedik helyről indultak és a 15. helyen futottak be.
Tom Walkinshaw utolsó futama versenyzőként az 1988-as Tooheys 1000 volt. Már a versenyt megelőzően óvást jelentett be az Ausztráliában épített Ford Sierra versenyautók szabályosságával kapcsolatosan, mely több csapatot is érintett. Ironikus módon a futam után derült ki, hogy a TWR autói is szabálytalanok voltak, de ezért nem büntették meg őket, mert mindkét autójuk kiesett, a tartalék autót pedig nem használták.

## Csapatfőnöki pályafutása
Az 1975-ben alapított Tom Walkinshaw Racing (TWR) országúti- és versenyautók tervezésével és versenyeztetésével foglalkozott. A hetvenes évek végén és a nyolcvanas évek elején a túraautó-bajnokságokban szerepeltek, 1983-ban a brit túraautó-bajnokság összes versenyét megnyerte a csapat Rover Vitesse-ekkel, de kizárták őket, technikai szabálytalanságok miatt. Jaguar XJ-S-ek versenyeztetésével jelen voltak az európai túraautó-bajnokságban is, majd részt vettek a World Sportscar Championship küzdelmeiben. Hat éves részvételük alatt háromszor lettek világbajnokok és kétszer megnyerték a Le Mans-i 24 órás futamot. Ennél a csapatnál kezdte pályafutását Ross Brawn is.
1991-ben Walkinshaw lett a Formula–1-es Benetton csapat vezető mérnöke, amely 1994-ben és 1995-ben két egyéni, 1995-ben pedig egy konstruktőri világbajnoki címet is szerzett. Szerepe volt Michael Schumacher leigazolásában, valamint 1994-ben az ő hivatali ideje alatt vizsgálódtak a Benetton csapatnál, potenciális szabálytalanságokat, név szerint illegális elektronikai és tankolási segédleteket keresve. Habár illegális szoftvereket találtak a csapatnál, azt sosem tudták rájuk bizonyítani, hogy ezeket használták is, ezért a Benettont nem büntették meg.
1995-ben megvásárolta a Ligier csapat 50 százalékos tulajdonrészét a Benetton csapatfőnökétől, Flavio Briatorétól. Szerette volna teljes egészében felvásárolni a csapatot, de ez nem sikerült, ezért inkább kihátrált. Helyette felvásárolta az Arrows csapatot, amelyhez azonnal odavitte a regnáló világbajnok Damon Hillt. Az Arrows folyamatos pénzügyi nehézségekkel küszködött, és amikor 2002-ben tönkrement, magával rántotta a TWR-t is, amelyet a Holden vásárolt fel. A Prost istálló megszűnésével annak megmaradt eszközeit is fel szerette volna vásárolni Charles Nickerson közreműködésével, hogy Phoenix néven egy másik istállót indítsanak, de abból nem lett semmi.
2006-ban visszatért a V8 Supercars ausztrál küzdelmeihez, és a Holdent 2006-ban és 2007-ben is győzelemre segítette. Ugyanebben az évben felvásárolta az Elfin Carst. A következő évben megszerezte a Holden 50 százalékos tulajdonrészét, majd 2008-ban újra 100 százalékos tulajdonrészt szerzett benne.

## Magánélete
2010. december 12-én halt meg rákbetegség szövődményeiben. Első házasságából egy fia, Fergus született, a második hézasságából egy lány, Martine, és két fiú, Ryan és Sean. Fergus, aki 11 éves kora óta versenyzett, 2023-ban újjáalakította a TWR-t. Ryan az ausztrál Walkinshaw Andretti United egyik vezetője, Sean pedig autóversenyző.

## Összesített eredményei
Az eredménylista forrása a History of Touring Car Racing weboldal.
| Év   | Bajnokság                             | Helyezés | Autó                              | Csapat                           |
| ---- | ------------------------------------- | -------- | --------------------------------- | -------------------------------- |
| 1970 | Shell Super Oil brit Formula–3        | 26.      | March 713M Ford                   |                                  |
| 1971 | Rothmans International Trophy         | 9.       | March 712M Cosworth               | Ecurie Ecosse                    |
| 1971 | Európai Formula–2                     | -        | March 712M Cosworth               | Ecurie Ecosse                    |
| 1973 | Európai túraautó-bajnokság 2. divízió | -        | Datsun Sunny Coupé GX             | Datsun UK Ltd.                   |
| 1973 | BP brit Formula Atlantic              | 21.      | GRD 273 Ford BDA                  | Myson Racing Team                |
| 1973 | Yellow Pages brit Formula Atlantic    | 21.      | GRD 273 Ford BDA                  | Myson Racing Team                |
| 1974 | John Player brit Formula Atlantic     | 16.      | Modus M3 Ford BDA                 |                                  |
| 1974 | British Saloon Car Championship       | 4.       | Ford Capri 3000 GT                | Shellsport                       |
| 1975 | Európai Formula 5000                  | 20.      | Modus M5 Ford March 752 Ford      | ShellSPORT Team Modus            |
| 1976 | British Saloon Car Championship       | 5.       | Ford Capri 3000                   | Team Castrol                     |
| 1979 | British Saloon Car Championship       | 2.       | Mazda RX-7                        | Tom Walkinshaw Racing            |
| 1981 | World Sportscar Championship          | 39.      | Mazda RX-7                        | Tom Walkinshaw Racing Mazdaspeed |
| 1982 | World Sportscar Championship          | 70.      | Mazda RX-7 254i                   | Mazdaspeed                       |
| 1982 | Európai túraautó-bajnokság            | 3.       | Jaguar XJS                        | Tom Walkinshaw Racing            |
| 1983 | Európai túraautó-bajnokság            | 2.       | Jaguar XJS                        | Tom Walkinshaw Racing            |
| 1984 | Európai túraautó-bajnokság            | 1.       | Jaguar XJS                        | Tom Walkinshaw Racing            |
| 1984 | Ausztrál endurance-bajnokság          | -        | Jaguar XJS                        | John Goss Racing                 |
| 1985 | Nissan Sport 500 Series               | 3.       | Rover Vitesse                     | Tom Walkinshaw Racing            |
| 1985 | Európai túraautó-bajnokság            | 3.       | Rover Vitesse                     | Tom Walkinshaw Racing            |
| 1985 | Ausztrál endurance-bajnokság          | 23.      | Jaguar XJS                        | Tom Walkinshaw Racing            |
| 1986 | Nissan Mobil 500 Series               | 6.       | Rover Vitesse                     | Tom Walkinshaw Racing            |
| 1986 | Európai túraautó-bajnokság            | 3.       | Rover Vitesse                     | Tom Walkinshaw Racing            |
| 1987 | Túraautó-világbanokság                | -        | Holden VL Commodore SS Group A    | Tom Walkinshaw Racing            |
| 1988 | Európai túraautó-bajnokság            | -        | Holden VL Commodore SS Group A SV | Tom Walkinshaw Racing            |
| 1988 | Ázsiai túraautó-bajnokság             | -        | Holden VL Commodore SS Group A SV | Holden Special Vehicles          |

### Teljes World Sportscar Championship eredménylista
(félkövérrel jelölve a pole pozíció) (dőlt betűvel a leggyorsabb kör)
| Év   | Csapat                | Autó            | 1      | 2      | 3      | 4      | 5   | 6      | 7     | 8      | 9   | 10  | 11  | 12    | 13  | 14  | 15  | 16  | Helyezés | Pontok |
| ---- | --------------------- | --------------- | ------ | ------ | ------ | ------ | --- | ------ | ----- | ------ | --- | --- | --- | ----- | --- | --- | --- | --- | -------- | ------ |
| 1980 | JLC Racing            | Mazda RX-7      | DAY NI | BRA    | SEB    | MUG    | MNZ | RIV    | SIL   | NUR    | LMS | DAY | WAT | SPA   | MOS | VAL | RAM | DIJ | -        | 0      |
| 1981 | Mazdaspeed Co. Ltd.   | Mazda RX-7      | DAY    | SEB    | MUG    | MNZ    | RIV | SIL NI | NUR   | LMS KI | PUR | DAY | WAT |       |     |     |     |     | 39.      | 41     |
| 1981 | Tom Walkinshaw Racing | Mazda RX-7      |        |        |        |        |     |        |       |        |     |     |     | SPA 1 | MOS | RAM | BRA |     | 39.      | 41     |
| 1982 | Mazdaspeed Co. Ltd.   | Mazda RX-7 254i | MNZ    | SIL KI | NUR NI | LMS KI | SPA | MUG    | FJI 6 | BRA    |     |     |     |       |     |     |     |     | 70.      | 6      |

### Teljes brit túrrautó-eredménylista
(félkövérrel jelölve a pole pozíció) (dőlt betűvel jelölve a leggyorsabb kör)
| Év      | Csapat                      | Autó                           | Osztály | 1       | 2      | 3      | 4      | 5      | 6        | 7      | 8      | 9        | 10      | 11     | 12     | 13     | 14  | 15  | Egyéni | Pontok | Osztály |
| ------- | --------------------------- | ------------------------------ | ------- | ------- | ------ | ------ | ------ | ------ | -------- | ------ | ------ | -------- | ------- | ------ | ------ | ------ | --- | --- | ------ | ------ | ------- |
| 1972    | David Wood Engineering      | Ford Escort RS1600             | C       | BRH     | OUL    | THR    | SIL    | CRY    | BRH      | OUL KI | SIL 3  | MAL 3    | BRH KI  |        |        |        |     |     | 20.    | 15     | 5.      |
| 1973    | Datsun UK Ltd               | Datsun Sunny Coupé GX          | B       | BRH     | SIL    | THR    | THR    | SIL    | ING      | BRH    | SIL 9  | BRH 13   |         |        |        |        |     |     | 25.    | 8      | 7.      |
| 1974    | Shellsport                  | Ford Capri 3000 GT             | C       | MAL KI† | BRH 3  | SIL 7  | OUL 5  | THR ?  | SIL ?    | THR 2  | BRH 3  | ING 1†   | BRH 4†  | OUL 4  | SNE 4† | BRH 3  |     |     | 4.     | 63     | 1.      |
| 1974    | London Sportscar Centre     | Ford Escort RS2000             | B       |         |        |        |        |        |          |        |        | ING 1†   | BRH KI† |        |        |        |     |     | 4.     | 63     | 8.      |
| 1975    | London Sportscar Centre     | Ford Escort RS2000             | B       | MAL 5†  | BRH    | OUL    | THR    | SIL ?  | BRH 3†   | THR 10 | SIL    | MAL KI†  | SNE     | SIL    | ING    | BRH 4† | OUL | BRH |        | 18     | 6.      |
| 1976    | Team Castrol                | Ford Capri II 3.0s             | D       | BRH KI  | SIL KI | OUL 1† | THR 1  | THR 1  | SIL 2    | BRH 6  | MAL 1† | SNE 8†   | BRH 5   |        |        |        |     |     | 5.     | 53     | 2.      |
| 1977    | BMW Racing with Castrol     | BMW 530i                       | D       | SIL KI  | BRH 3  | OUL 4† | THR 5  | SIL 6  | THR 3    | DON 5† | SIL 19 | DON 3†   | BRH NI  | THR 5  | BRH KI |        |     |     |        |        |         |
| 1978    | BMW (GB)                    | BMW 530i                       | D       | SIL     | OUL    | THR    | BRH    | SIL    | DON KI † | MAL 2† | BRH 3  | DON KI † | BRH KI  | THR KI | OUL 1† |        |     |     |        |        |         |
| 1979    | TWR Pentax                  | Mazda RX-7                     | C       | SIL 4   | OUL 6† | THR 6  | SIL 2  | DON 7  | SIL ?    | MAL 7† | DON 1  | BRH DSQ  | THR ?   | SNE 3  | OUL 5† |        |     |     | 2.     | 88     | 1.      |
| 1980    | Tom Walkinshaw Racing       | BMW 530i                       | D       | MAL     | OUL    | THR    | SIL    | SIL NI | BRH      | MAL    | BRH    | THR      | SIL     |        |        |        |     |     | -      | 0      | -       |
| 1982    | Team Sanyo Racing with Esso | Rover 3500 S                   | D       | SIL     | MAL    | OUL    | THR NI | THR    | SIL      | DON    | BRH    | DON      | BRH     | SIL    |        |        |     |     | -      | 0      | -       |
| 1985    | Tom Walkinshaw Racing       | Rover Vitesse                  | A       | SIL     | OUL    | THR    | DON    | THR    | SIL      | DON    | SIL    | SNE      | BRH 1‡  | BRH    | SIL    |        |     |     | -      | 0      | -       |
| 1988    | Tom Walkinshaw Racing       | Holden VL Commodore SS Group A | A       | SIL     | OUL    | THR    | DON    | THR    | SIL      | SIL    | BRH    | SNE      | BRH     | BIR C  | DON    | SIL    |     |     | -      | 0      | -       |
| Forrás: |                             |                                |         |         |        |        |        |        |          |        |        |          |         |        |        |        |     |     |        |        |         |

† Kétversenyes esemény, külön géposztályoknak.
‡ Nem tudott pontot szerezni

### Teljes európai túraautós bajnoki eredménytáblázat
| Év   | Csapat                | Autó                              | 1      | 2     | 3      | 4      | 5      | 6      | 7      | 8      | 9      | 10      | 11     | 12     | 13     | 14    | Helyezés | Pontok |
| ---- | --------------------- | --------------------------------- | ------ | ----- | ------ | ------ | ------ | ------ | ------ | ------ | ------ | ------- | ------ | ------ | ------ | ----- | -------- | ------ |
| 1973 | Datsun UK Ltd         | Datsun Sunny Coupé GX             | MNZ    | SAL   | MAN    | NUR    | SPA    | ZAN    | LEC    | SIL 9* |        |         |        |        |        |       | -        | 0      |
| 1982 | Tom Walkinshaw Racing | Jaguar XJS                        | MNZ KI | VAL 3 | DON KI | PER    | MUG KI | BRN 1  | SAL 2  | NUR 1  | SPA KI | SIL 1   | ZOL    |        |        |       | 3.       | 107    |
| 1983 | Tom Walkinshaw Racing | Jaguar XJS                        | MNZ 2  | VAL 3 | DON 5  | PER 1  | MUG 3  | BRN 1  | ZEL 1  | NUR KI | SAL 1  | SPA KI  | SIL 9  | ZOL 8  |        |       | 2.       | 168    |
| 1984 | Tom Walkinshaw Racing | Jaguar XJS                        | MNZ 1  | VAL 3 | DON 9  | PER 2  | BRN 1  | ZEL 1  | SAL KI | NUR 5  | SPA 1  | SIL KI  | ZOL 3  | MUG KI |        |       | 1.       | 181    |
| 1985 | Tom Walkinshaw Racing | Rover Vitesse                     | MNZ 1  | VAL 1 | DON 1  | AND KI | BRN 8  | ZEL KI | SAL 2  | NUR KI | SPA KI | SIL 1   | NOG 1  | ZOL KI | EST KI | JAR 1 | 3.       | 198    |
| 1986 | Tom Walkinshaw Racing | Rover Vitesse                     | MNZ 1  | DON 1 | HOC 4  | MIS 3  | AND 2  | BRN 2  | ZEL KI | NUR 4  | SPA KI | SIL 3   | NOG 16 | ZOL 3  | JAR 2  | EST 2 | 3.       | 190    |
| 1988 | Tom Walkinshaw Racing | Holden VL Commodore SS Group A SV | MNZ    | DON   | EST    | JAR    | DIJ    | VAL    | NUR    | SPA    | ZOL    | SIL 15* | NOG    |        |        |       | -        | 0      |

- Nem szerzett pontokat.

### Teljes túraautó-világbajnoki eredménytáblázat
| Év   | Csapat                | Autó                           | 1   | 2   | 3   | 4      | 5   | 6   | 7   | 8   | 9   | 10  | 11  | Helyezés | Pontok |
| ---- | --------------------- | ------------------------------ | --- | --- | --- | ------ | --- | --- | --- | --- | --- | --- | --- | -------- | ------ |
| 1987 | Tom Walkinshaw Racing | Holden VL Commodore SS Group A | MNZ | JAR | DIJ | NUR KI | SPA | BNO | SIL | BAT | CLD | WEL | FJI | -        | 0      |

### Teljes ázsiai túraautó-bajnoki eredménytáblázat
| Év   | Csapat                  | Autó                              | 1      | 2   | 3   | 4   | Helyezés | Pontok |
| ---- | ----------------------- | --------------------------------- | ------ | --- | --- | --- | -------- | ------ |
| 1988 | Holden Special Vehicles | Holden VL Commodore SS Group A SV | BAT KI | WEL | PUK | FJI | -        | 0      |

### Teljes Le Mans-t 24 órás eredménysorozat
| Év   | Csapat                     | Pilótatársak                 | Autó        | Osztály  | Körök | Helyezés | Összetett |
| ---- | -------------------------- | ---------------------------- | ----------- | -------- | ----- | -------- | --------- |
| 1976 | Hermetite Productions Ltd. | John Fitzpatrick             | BMW 3.5CSL  | Gr.5     | 17    |          |           |
| 1977 | Luigi Racing               | Eddy Joosen Claude de Wael   | BMW 3.0 CSL | IMSA     | 45    |          |           |
| 1981 | Mazdaspeed Co. Ltd.        | Ikuzava Tecu Peter Lovett    | Mazda RX-7  | IMSA GTO | 107   |          |           |
| 1982 | Mazdaspeed Co. Ltd.        | Chuck Nicholson Peter Lovett | Mazda RX-7  | IMSA GTX | 180   |          |           |

### Teljes Spa 24 órás eredménysorozat
| Év   | Csapat                        | Pilótatársak                         | Autó                | Osztály | Körök   | Helyezés | Összetett |
| ---- | ----------------------------- | ------------------------------------ | ------------------- | ------- | ------- | -------- | --------- |
| 1974 | Ford UK/Hermetite             | John Fitzpatrick                     | Ford Capri II 3.0   | Div. 4  |         |          |           |
| 1975 | Hermetite Products            | John Fitzpatrick                     | Ford Capri II 3.0   | Div. 4  |         |          |           |
| 1977 | Luigi BMW Racing with Castrol | Umberto Grano                        | BMW 530i US         | +2500   |         |          |           |
| 1979 | Valvoline Racing              | Jacques Goujon                       | Ford Capri III 3.0S | +2500   |         |          |           |
| 1981 | Tom Walkinshaw Racing         | Pierre Dieudonné                     | Mazda RX-7          | −2500   | 456     | 1.       | 1.        |
| 1982 | Tom Walkinshaw Racing         | Chuck Nicholson Win Percy            | Jaguar XJS          | Div. 3  | 9. óra  |          |           |
| 1983 | Tom Walkinshaw Racing         | Pierre Dieudonné                     | Jaguar XJS          | Div. 3  | 11. óra |          |           |
| 1984 | Tom Walkinshaw Racing         | Win Percy Hans Heyer                 | Jaguar XJS          | Div. 3  | 453     | 1.       | 1.        |
| 1985 | Tom Walkinshaw Racing         | Eddy Joosen Martin Brundle Marc Duez | Rover Vitesse       | Div. 3  | 366     |          |           |
| 1985 | Tom Walkinshaw Racing         | Win Percy Hans Heyer                 | Rover Vitesse       | Div. 3  | 86      |          |           |
| 1986 | Tom Walkinshaw Racing         | Win Percy Eddy Joosen                | Rover Vitesse       | Div. 3  | 383     |          |           |

### Teljes Bathurst 1000 eredménylista
| Év   | Csapat                  | Pilótatársak              | Autó                              | Osztály | Körök | Helyezés | Összetett |
| ---- | ----------------------- | ------------------------- | --------------------------------- | ------- | ----- | -------- | --------- |
| 1984 | John Goss Racing        | John Goss                 | Jaguar XJS                        | C       | 0     |          |           |
| 1985 | JRA Ltd                 | Win Percy                 | Jaguar XJS                        | C       | 160   | 3.       | 3.        |
| 1988 | Holden Special Vehicles | Jeff Allam                | Holden VL Commodore SS Group A SV | A       | 5     |          |           |
| 1988 | Holden Special Vehicles | Larry Perkins Denny Hulme | Holden VL Commodore SS Group A SV | A       | 137   |          |           |

## Forráshivatkozások
1. ↑  http://www.autosport.com/news/report.php/id/88672
2. ↑  http://www.les24heures.fr/index.php/rechercherpilote
3. ↑  Henry, Alan. „Tom Walkinshaw obituary”, The Guardian, 2010. december 13. (Hozzáférés: 2024. október 15.) (brit angol nyelvű)
4. ↑  „Gloucester owner Walkinshaw dies”, 2010. december 13. (Hozzáférés: 2024. október 15.) (brit angol nyelvű)
5. ↑  Latest Formula 1 Breaking News - Grandprix.com. www.grandprix.com. (Hozzáférés: 2024. október 15.)
6. ↑  Tom Walkinshaw 1946-2010 | Autocar (angol nyelven). www.autocar.co.uk. (Hozzáférés: 2024. október 15.)
7. ↑  Skaife hands Holden team back to Walkinshaw to clear millions in debt (angol nyelven). The Sydney Morning Herald, 2008. december 2. (Hozzáférés: 2024. október 15.)
8. ↑  http://www.autosport.com/news/report.php/id/88672
9. ↑  Tom Walkinshaw – Driver Database
10. ↑  History of Touring Car Racing
11. ↑  British Saloon Car Championship. History of Touring Car Racing 1952-1993 . (Hozzáférés: 2023. január 28.)